# 大門節子
大門 節子（だいもん せつこ、1945年8月27日 - ）は、日本の実業家。歌手・女優。広島県広島市出身。大門 節恵と名乗った時期もあり、本名は大門節子説と、大門節江説がある。

## 経歴
1945年8月6日、広島市の原爆投下から20日後、爆心地から1.5キロ離れた場所で生まれる。生後間もなく胎内被曝児に認定される。心臓弁膜症や原因不明の腹痛に悩まされるひ弱な体質で、被爆者手帳を肌身離さず持っていた。3人姉弟の次女。父は戦前は中国新聞の記者だったが、戦後は、レストランやナイトクラブを経営するやり手の実業家に転身。広島市内の中学を卒業後、父の経営するクラブの手伝いをしていた。1964年に母を、1967年6月に父を亡くす。
東京で美容師修行をしていた弟の看病のため、20歳のときに初めて上京。父は香川県選出の代議士・平井太郎と親しく、広島に帰る最後の夜に父と平井の会食に付き合わされた。レストランで食事後、平井から「これから面白いところへ行こう」と銀座のクラブ「姫」に連れて行かれる。お店の女の子にジロジロ見られ、居心地悪さを感じていたら、平井が「姫」のオーナーママ・山口洋子に「じゃあママ、この子は置いていくよ」と帰ってしまった。山口から当座の生活費にと大金を渡され、六本木のマンションに連れて行かれ、「マンションも家具も服も好きに使っていい」と言われた。源氏名を「大門節恵」とし、1966年に「姫」のホステスとしてデビューした。
身体が悪く、倒れることもしばしばで、8ヶ月中、3ヵ月しか店に出勤できなかったが、半年で先輩ホステスを抜き去り、「姫」のトップに立った。最初の年の年収は500万円（2020年の貨幣価値で2千万円）。「姫」に来店した梅宮辰夫と出会ったのは1968年2月。梅宮は強引で押しが強く、毎日のようにデートに誘った。梅宮は「彼女を紹介されたとき、世の中にこれほど影の薄い女がいるのかと思った。おれは彼女の純日本的なムードに惹かれていった。当時、巨人軍の金田正一さんと彼女を争ったことが、おれを燃えさせたことも事実だった。これまでに何度も失敗したが『やっと巡り合うことが出来た』、これがおれの偽らざる気持ちだった」などと述べた。
同年12月、大川博東映社長の媒酌で結婚した。披露宴では東映のトップスターが勢揃いし、250人が列席した。梅宮、大門とも初婚。梅宮の希望でホステスは引退し家庭に入ったが、大門は既に子どもを身籠っていた。梅宮は嫉妬心が強く大門が外出するのも嫌った。ある朝、撮影所から迎えが来たため、梅宮を起こしたら、梅宮が「うるさい！」と大門の腹を蹴った。当時妊娠9ヵ月で大出血し、病院に運ばれたが1969年2月2日に流産した。この大門告発に梅宮は「ぼくはあなたのお腹を蹴った覚えはないし、そんな非人道的なことを平気でできる性格でもない。医者も流産の原因は全く別のところにあることを認めている。あの胎児は..........」などと週刊誌誌上で反論した。この奇怪な梅宮発言は今日では絶対に有り得ないが、当時のマスメディアも「精神鑑定もの」と批判した。以降大門はノイローゼ気味になり、1969年5月25日には夫婦喧嘩でカーッとなり、マンション11階から飛び降りようとし、パトカーが出動する騒動になった。万事に派手な大門を梅宮家も嫌っていたとされる。梅宮との結婚生活は僅か170日間で、翌1969年6月に離婚。同時に「姫」に復帰したが、離婚騒動で世間から大きな注目を浴び、当時のマスメディアにも盛んに取り上げられ、「日本一有名なホステス」などといわれた。
梅宮との離婚後、姓名判断を気にする姉の勧めで大門節恵に改名。復帰後の「姫」での年収は1千万円（2020年の貨幣価値で4千万円）と、すぐにNo.1に返り咲く。「姫」の営業部長は「天性の処世術を身に着けているというか、踏まれても踏まれても這い上がる強い子です。中途半端な男じゃ歯が立たない。正にプロです」などと評した。大門の顧客・後見人を自称する者には、政治家、作家（吉行淳之介ら）、大物右翼、音楽評論家などゴロゴロいたといわれる。知名度を買われて、芸能事務所に所属し、同年、日活の映画3本に出演。また、山口洋子のプロデュース・作詞で日本クラウンからシングル2枚をリリース。この2枚は自身の希望で本名の大門節子名義にした。1970年9月14日のフジテレビ『夜のヒットスタジオ』にも出演した。五木ひろしの姉弟子となる。大ヒットした内山田洋とクール・ファイブのシングル・レコード「噂の女」は山口洋子が大門をモデルに作詞したもの。当時の「姫」には、元ミス・ユニバース・ジャパンの飯野矢住代や、女優・山口火奈子ら「スター・ホステス」が数多在籍していたが、その呼び名は大門にこそ相応しいものだった。医者から酒は禁止されていたが、桁外れの酒豪だったといわれる。
1970年11月に山口の愛人だった野口プロモーション社長の野口修にキックボクサーの沢村忠を紹介され、恋仲となる。1971年5月7日、キャピトル東急ホテル（現・ザ・キャピトルホテル 東急）で二人の婚約会見が行われ、100人以上の報道陣が集まった。会見の両脇には野口修と徳間康快が座った。沢村との結婚生活の負担に耐えられるのかと周囲は心配したが、大門は「死んでもいいから、彼の妻になりたい」と言った。しかし少年のアイドルだった沢村がプレイボーイ梅宮の前夫人と婚約したことは、当時の言葉で「ドッチラけムード」が世間の認識だった。この沢村との婚約は二人を取巻く山口、野口、徳間、森忠大TBS運動部副部長ら、二人の後見人たちの思惑が入り乱れ、様々な説がある。この会見の5ヵ月後破局。
間もなく「姫」を辞め、電通通りと銀座通りの間のビルの3階に「シャネル」を開業。出資者のいる雇われママとなる。オーナーの兄・毛利喜久が梅宮と再婚相手、クラウディア・ビクトリア・ルールダウの結婚の媒酌人を務めた。1972年12月、丸源ビルの川本源司郎社長が大門のネームバリューを買い、同社の系列で100人近い「昭和観光」の女社長に抜擢される。銀座7丁目の丸源ビル内のクラブ「薔薇館」「ビバ」「クロンボーグ」3店舗を経営し、「ゆくゆくは割烹のお店を出したい」などと意欲を見せていたが、1973年3月に愛媛県在住の実業家と再婚し、銀座を去った。
この男性と一児をもうけるが再び離婚。息子を広島の実家に預け、1980年5月に銀座時代からの知人に誘われ、鹿児島市の歓楽街・天文館のクラブ「四季」の雇われママとなる。契約金は銀座時代の十分の一の300万円、月給は三分の一の90万円と噂された。大門はやはり有名人で、銀座時代のお客や地元の粋客からは「東京を閉め出されて鹿児島に流れ着いたのか」などとからかわれ、ホステス仲間からは「お高くとまってる」と皮肉られた。山口洋子からは「節ちゃんには華がある。いま銀座に戻ってきても充分通用すると思う」などと銀座復帰のラブコールを送られたが、大門自身「私のいた頃の銀座なら戻りたいけど、今の銀座などお客の筋は悪いし、訳の分からない人ばかりでしょ。お客もホステスもすっかり質が落ちちゃって。銀座に未練はありません」と話した。
その後の消息は不明とされたが、2013年4月28日放送の『さんまのSUPERからくりTV 美男美女美味を求めてin 広島」に渡辺直美が訪れたお好み焼き店で、美人店主として働いていると紹介された。当時68歳。広島市内から約1時間の山奥にある湯の山温泉でお好み焼き店を経営していた。細田昌志の2015年8月の取材に「温泉が気に入り、20年前に家と店を建てて、以来ずっとここに住んでいる。気ままに一人でやるのが性に合う」などと話したという。山口にはずっとお好み焼きや広島菜、カキなど、広島名産を送り続けていたという。

## 映画
- 女の市場 （1969年、日活）- ホステス 役[20]
- 華やかな女豹 (1969年、日活）[20]
- 女の警察 国際線待合室 (1970年、日活） - 小森明子 役[20]

## ディスコグラフィ（シングル）
- 1970年11月『花が散るから』(日本クラウン,CW-1097)

作詞・山口洋子、作曲：叶弦大、編曲：小杉仁三
B面：「裸足の渚」作詞・山口洋子、作曲：叶弦大、編曲：小杉仁三
- 1971年1月『あねさんブルース』(日本クラウン,CW-1115)

作詞・山口洋子、作曲：叶弦大、編曲：小杉仁三
B面：「男酒」作詞・山口洋子、作曲・編曲：小杉仁三